# Die Tochter des Bombardon
Die Tochter des Bombardon ist ein deutsches Theaterstück von Georg Lohmeier.

## Handlung
Die Blaskapelle des Bombardon erhält leider keine Aufträge mehr. Seine Tochter schlägt auch die Ehe mit dem reichen Viehhändler Xaverl aus und geht mit Wastl, einem Bandleader. Da ihn die Geldsorgen plagen, versucht er sich dem neuen Markt anzupassen.

## Aufführungen
Das Stück wurde mehrmals verfilmt:
- Der Komödienstadel. Erstausstrahlung: 14. März 1964
  - Bombardon: Michl Lang
  - Seine Frau Walli: Marianne Lindner
  - Tochter Brigitte, Kellnerin beim Wirt: Ursula Herion
  - Wirt: Alfred Pongratz
  - Wastl, Bandführer der Havanna-Boys von Schleichwies: Maxl Graf
  - Xaverl, Viehhändler: Max Grießer
  - Xaverl senior, dessen Vater: Fritz Straßner
  - Trompeter: Ludwig Schmid-Wildy
  - Flügelhornist: Carl Baierl
  - Baßtrompeter: Karl Tischlinger
  - Begleiter: Georg Hartl
  - Herr Pfarrer: Willy Rösner
  - Prologus: Karl Peukert
  - Autor: Georg Lohmeier
  - Regie: Olf Fischer[1][2][3][4]

- Der Komödienstadel. Erstausstrahlung: 17. April 1982:
  - Bombardon: Gustl Bayrhammer
  - Walli, Bombardons Frau: Ruth Kappelsberger
  - Brigitte, ihre Tochter: Kristina Nel
  - Wastl: Elmar Wepper
  - Xaverl: Werner Asam
  - Xaverl senior: Rolf Castell
  - Der Wirt: Max Grießer
  - Trompeter: Willy Harlander
  - Flügelhornist: Karl Helm
  - Basstrompeter: Werner Zeussel
  - Begleiter: Willy Schultes
  - Progoder: Walter Fitz
  - Pfarrer: Fritz Straßner
  - Kellnerin: Gerda Steiner
  - Autor: Georg Lohmeier
  - Regie: Olf Fischer
  - Musik und Musikalische Einrichtung: Raimund Rosenberger
  - Bildtechnik: Horst Huthansl
  - Ton: Friedrich Delonge
  - Bildschnitt: Hilde Sessner
  - Gewand: Renate Schiedermeier
  - Assistentin Spielleitung: Heike Keymer
  - Maske: Ida Dreisser, Peter Kraus
  - Szenenbild: Hans Minarik
  - Bildregie: Erwin Tischler
  - Aufnahmeleitung: Andreas Jörs
  - Produktionsleitung: Walter Breuer
  - Produktion Heinz Böhmler
  - Kamera: Richard Königer, Peter Claudius, Siegfried Friedrich, Utz Lichtenberg, Tino Polito[5][6][7][8][9]

## Hörspiel
1973 produzierte der Bayerische Rundfunk ein Hörspiel und strahlte es erstmals am 18. Juni 1973 aus.
- Wirt: Karl Tischlinger
- Bombardon: Gustl Bayrhammer
- Walli, Bombardons Ehefrau: Marianne Lindner
- Brigitte, ihre Tochter: Rosemarie Seehofer
- Wastl: Maxl Graf
- Xaverl: Max Grießer
- Xaverl senior: Fritz Strassner
- Trompeter: Ludwig Schmid-Wildy
- Flügelhornist: Karl Bayerl
- Basstrompeter: Ludwig Wühr
- Begleiter: Franz Loskarn
- Prologus: Jakob Roider
- H. H. Pfarrer: Edmund Steinberger
- Komposition: Raimund Rosenberger
- Regie: Hellmuth Kirchammer[10]